# Damak
Damak este un sat în districtul Edelény, județul Borsod-Abaúj-Zemplén, Ungaria, având o populație de 258 de locuitori (2011). 

## Demografie
Componența etnică a satului Damak
     Maghiari (100%)
Componența confesională a satului Damak
     Reformați (46,9%)
     Romano-catolici (8,14%)
     Greco-catolici (5,43%)
     Fără religie (5,04%)
     Necunoscută (34,5%)
Conform recensământului din 2011, satul Damak avea 258 de locuitori. Din punct de vedere etnic, majoritatea locuitorilor (100,0%) erau maghiari. Nu există o religie majoritară, locuitorii fiind reformați (46,9%), romano-catolici (8,14%), greco-catolici (5,43%) și persoane fără religie (5,04%). Pentru 34,5% din locuitori nu este cunoscută apartenența confesională.